# Elastasa

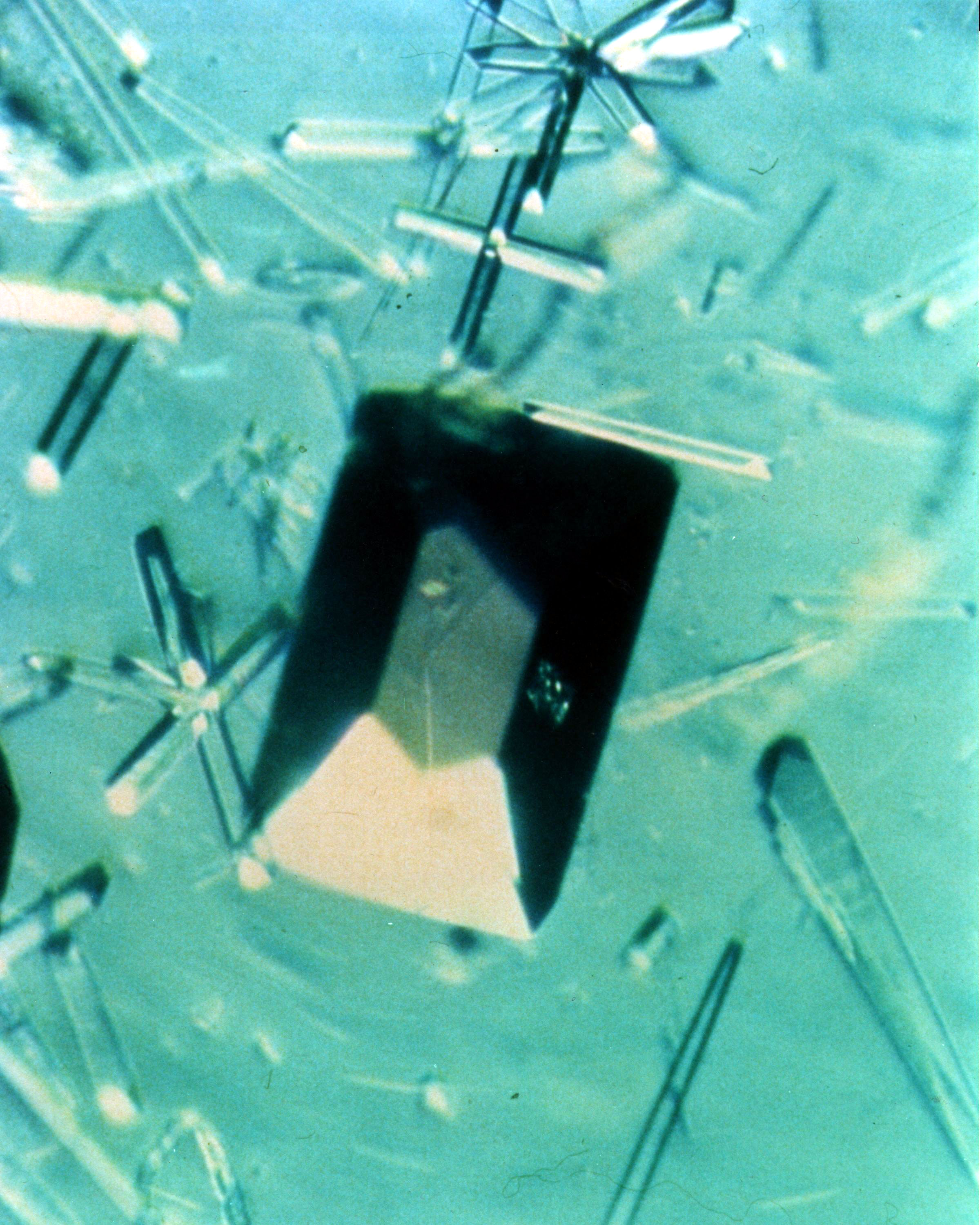
Elastasa del crecimiento porcino como proteína cristalizada.

La elastasa es una enzima encargada de la degradación de las fibras elásticas. Esta enzima está presente tanto en el humano como en algunos microorganismos (hongos, bacterias, parásitos) en los que constituye un importante factor de virulencia.

## Función a nivel pulmonar
La integridad de las paredes alveolares se mantiene gracias al balance entre dos sustancias: la elastasa y la α1 antitripsina. La elastasa contribuye a la degradación de las paredes alveolares alterando su estructura, mientras que la α1 antitripsina es un factor protector de la pared que permite mantener la tensión superficial de la misma, necesaria para la entrada de aire y el posterior intercambio de gases. En el fumador crónico, el mencionado balance se encuentra alterado a favor de la elastasa

## Función en los procesos inflamatorios
La elastasa polimorfonuclear es una proteasa localizada en los gránulos primarios o azurófilos (lisosomas) de los leucocitos polimorfonucleares o neutrófilos, que se libera como mecanismo de defensa para eliminar los productos de degradación tisular en el lugar de la inflamación.

## Fuente
- https://web.archive.org/web/20081203041024/http://www.diagnosticomedico.es/descripcion/Elastasa--8935.html
- https://web.archive.org/web/20090129233401/http://tabaquismo.freehosting.net/EpoC/EPOCENFISEMA.htm
- http://www.elsevier.es/revistas/ctl_servlet?_f=7064&articuloid=13876 (enlace roto disponible en Internet Archive; véase el historial, la primera versión y la última).

- Datos: Q418897
- Multimedia: Elastase / Q418897